# Juan Carlos Hase
Juan Carlos Hase (Buenos Aires, República Argentina, 24 de abril de 1948 - 3 de febrero de 2022) fue un Maestro Internacional de ajedrez argentino.

## Resultados destacados en competición
Fue subcampeón de Argentina en el año 1982 en Buenos Aires, tras el desempate contra los jugadores Luis Bronstein, Jorge Gómez Baillo y Daniel Cámpora. El campeón fue el maestro internacional Jorge Rubinetti.
Participó representando a Argentina en cuatro Olimpíadas de ajedrez: en el año 1972 en Skopie, donde firmó tablas ante Anatoly Karpov, en 1978 en Buenos Aires, en 1980 en La Valeta y en 1982 en Lucerna.